# Mugnano del Cardinale
Mugnano del Cardinale község (comune) Olaszország Campania régiójában, Avellino megyében.

## Fekvése
A megye nyugati részén fekszik. Határai: Baiano, Mercogliano, Monteforte Irpino, Quadrelle, Sirignano és Visciano.

## Története
Első említése 1297-ből származik. A következő századokban nemesi birtok volt. A 19. században nyerte el önállóságát, amikor a Nápolyi Királyságban felszámolták a feudalizmust.

## Népessége
A népesség számának alakulása:

## Főbb látnivalói
- Palazzo d’Aragona
- Palazzo Doria del Carretto
- Szent Filoména kegytemplom, búcsújáróhely
- Santa Maria Assunta-templom
- San Pietro a Cesarano-kolostor
- Madonna del Carmine-templom